# Cypriconcha pseudoingens
Cypriconcha pseudoingens är en kräftdjursart som först beskrevs av Magali Delorme 1969.  Cypriconcha pseudoingens ingår i släktet Cypriconcha och familjen Cyprididae. Inga underarter finns listade i Catalogue of Life.